# Poběžovice (Domažlicei járás)
Poběžovice település Csehországban, a Domažlicei járásban. Poběžovice Hostouň, Otov, Srby, Rybník, Hora Svatého Václava, Vlkanov, Hvožďany, Mnichov, Meclov, Nemanice, Nový Kramolín és Drahotín településekkel határos. Lakosainak száma 1523 fő (2024. január 1.).

## Népesség
A település lakosságának változását az alábbi diagram mutatja:
| Lakosok száma | 3083 | 3092 | 3282 | 1826 | 1724 | 1637 | 1582 | 1574 | 1498 | 1523 |
|               | 1869 | 1900 | 1921 | 1961 | 1980 | 2011 | 2016 | 2019 | 2021 | 2024 |